# Соболев, Александр Сергеевич
Александр Сергеевич Со́болев (род. 7 марта 1997, Барнаул) — российский футболист, центральный нападающий петербургского «Зенита».
Воспитанник барнаульского «Динамо», свою профессиональную карьеру начал в 2015 году на уровне третьего дивизиона. Сезон 2016/17 провёл в «Томи», забил 9 голов в 37 матчах. В декабре 2017 года подписал четырёхлетний контракт с «Крыльями Советов». Помог клубу выйти в Премьер-Лигу, отметившись 7 голами в 12 матчах ФНЛ. По ходу сезона 2018/19 отправлялся на правах аренды в «Енисей». Летом 2019 года — основной нападающий «Крыльев», автор 10 голов в 12 стартовых матчах сезона 2019/20. В июле того же года был признан лучшим игроком месяца в РПЛ. В октябре 2019 года получил дебютный вызов в сборную России. В январе 2020 года перешёл в московский «Спартак». В 2024 году стал игроком петербургского «Зенита».

## Клубная карьера

### Начало карьеры
Воспитанник барнаульского «Динамо», детский тренер Александр Горбунов. В 2015 году выступал за второй состав команды в третьем дивизионе.
Перед началом сезона 2016/17 перешёл в футбольный клуб «Томь» и начал выступать за молодёжную команду. Дебютировал за молодёжную команду «Томи» 31 июля 2016 года в матче 1-го тура молодёжного первенства против «Краснодара» (2:3) выйдя в стартовом составе и проведя на поле весь матч. Свои первые мячи за «молодёжку» «Томи» забил 13 августа 2016 года в матче 3-го тура молодёжного первенства против «Уфы» (4:1), сделав дубль. В осенней части молодёжного первенства забил 9 голов в 15 матчах. 21 ноября 2016 года впервые попал в заявку на матч премьер-лиги против «Терека» (0:0), но на поле не вышел.
5 декабря 2016 года дебютировал в премьер-лиге, выйдя в основном составе «Томи» в гостевой игре против «Уфы». 10 апреля 2017 года забил дебютный мяч в домашнем матче против казанского «Рубина», который закончился ничьей 2:2. Свой первый гол футболист посвятил сыну. Всего в дебютном сезоне Александр забил три гола за томский клуб.

### «Крылья Советов» и аренда в «Енисей»
29 декабря 2017 года подписал контракт на четыре года с самарским клубом «Крылья Советов», на тот момент выступавшим в Футбольной национальной лиге. Дебютировал за «Крылья Советов» 4 марта 2018 года в первом матче после зимнего перерыва — в выездной игре против петербургского «Динамо» (3:1), в этом же матче забил свой первый мяч. Первый хет-трик в карьере оформил 7 апреля 2018 года в ворота «Спартака-2» (5:1). Всего в весенней части первенства ФНЛ 2017/18 провёл за самарский клуб 12 матчей, в том числе десять игр в основном составе, в которых забил семь мячей. «Крылья Советов» вышли в Премьер-лигу, но в осенней части чемпионата 2018/19 Соболев редко появлялся в основном составе, чаще выходя на замену или оставаясь в запасе и забил всего один мяч.
2 февраля 2019 года, до конца сезона 2018/19 на правах аренды перешёл в «Енисей». Дебютировал за «Енисей» 3 марта 2019 года в матче 18-го тура чемпионата России против «Ростова» (1:1) выйдя на замену на 73-й минуте матча. Первый мяч за красноярскую команду забил 25 апреля 2019 года в 25-м туре чемпионата России против «Оренбурга» (2:1) реализовав пенальти на 36-й минуте матча. Всего за «Енисей» провёл 10 матчей и забил 3 мяча, но не смог помочь клубу уйти с последнего места в турнирной таблице Премьер-лиги и не вылететь в Футбольную национальную лигу.
С начала сезона 2019/20 вернулся в основной состав «Крыльев Советов». 14 июля 2019 года в первом туре в Самаре сделал дубль в ворота ЦСКА (2:0). По итогам июля 2019 года (три мяча и одна передача в трёх матчах) был признан лучшим футболистом месяца в Российской премьер-лиге, став первым в истории игроком «Крыльев Советов», получившим эту награду. В августе забил по мячу в ворота «Локомотива» (1:2), «Урала» (3:1) и «Спартака» (1:2). В трёх сентябрьских матчах чемпионата России забил по мячу в ворота «Краснодара» (2:4) и «Тамбова» (2:0). 5 октября в матче 12-го тура РПЛ против «Сочи» (2:0) забил два мяча. Всего в составе «Крыльев Советов» во всех турнирах провёл 45 матчей и забил 21 мяч.

### «Спартак» (Москва)
29 января 2020 года перешёл в московский «Спартак» на правах аренды, соглашение рассчитано до конца сезона 2019/20. Стоимость аренды составила € 500.000, в соглашении прописана сумма выкупа прав на футболиста по окончании сезона — € 4.500.000, также с лета зарплата Соболева в «Спартаке» должна составить около € 1.800.000 за сезон плюс бонусы за командные достижения, она выросла в пять раз по сравнению с «Крыльями» (2,2 миллиона рублей в месяц).

#### Сезон 2019/20
31 января 2020 года провёл свою первую тренировку в «Спартаке» на сборе в Катаре. 8 февраля 2020 года в матче 3-го тура товарищеского турнира в Катаре кубке «Париматч» Премьер против белградского «Партизана» (3:2) на 48-й минуте матча забил мяч и помог своей новой команде добиться победы на турнире. Дебютировал за «Спартак» 29 февраля 2020 года в гостевом матче 20-го тура чемпионата России против московского «Динамо» (2:0), вышел в стартовом составе и на 29-й минуте матча сделал голевую передачу на Зелимхана Бакаева.
18 мая 2020 года «Спартак» выкупил у «Крыльев Советов» трансфер Александра Соболева и заключил с ним долгосрочный контракт. Зарплата Соболева в «Спартаке» составила 1,2 миллиона евро в год. 20 июня 2020 года в гостевом матче 23-го тура чемпионата России против тульского «Арсенала» (3:2) c передачи Зелимхана Бакаева забил свой первый мяч за «Спартак».
Всего в сезоне 2019/20 за «Спартак» провёл 13 матчей (11 в РПЛ и два в Кубке России), забил три мяча (два в РПЛ и один в Кубке России) и сделал три голевые передачи (две в РПЛ и одну в Кубке России).

#### Сезон 2020/21
Перед началом сезона 2020/21 Соболев сменил 77-й игровой номер на 7-й, под которым ранее играл Аяз Гулиев. 9 августа 2020 года в домашнем матче 1-го тура чемпионата России с «Сочи» (2:2) на 8-й минуте с передачи Романа Зобнина забил первый мяч «Спартака» в новом сезоне, также по итогу матча был признан лучшим игроком. 7 ноября 2020 года в матче 14-го тура чемпионата России против «Урала» (2:2) на 6-й минуте с передачи Айртона забил мяч, а на 45-й минуте сделал дубль, реализовав пенальти и тем самым был признан лучшим игроком этого матча.
7 марта 2021 года, в свой день рождения, в матче 21-го тура чемпионата России против «Краснодара» (6:1) на 2-й минуте с передачи Наиля Умярова забил мяч и на 60-й минуте сделал дубль с передачи Квинси Промеса и был признан лучшим игроком матча, а первый гол стал самым быстрым в сезоне. 18 марта 2021 года в домашнем матче 23-го тура чемпионата России против «Урала» (5:1) реализовал два пенальти в компенсированное время к первому и второму таймам, тем самым сделал дубль в этой встрече. По итогам марта, Соболев с результатом пять голов и средней скорострельностью 50 минут на один мяч занял третье место в списке лучших бомбардиров среди футболистов топ-10 лиг мира. В марте был выбран лучшим игроком РПЛ, за него проголосовали эксперты Матч! Премьер и болельщики. 4 апреля 2021 года в гостевом матче 24-го тура чемпионата России против «Ростова» (3:2) на 44-й минуте матча с передачи Айртона забил мяч, а на 58-й минуте с передачи Квинси Промеса забил свой второй мяч в матче и помог «Спартаку» одержать победу, также по итогу матча был выбран лучшим игроком.
Всего в сезоне 2020/21 провёл 24 матча (22 в чемпионате и два в Кубке России), в которых забил 15 мячей (14 в чемпионате и один в Кубке России) и сделал четыре голевые передачи (все — в чемпионате). По итогам сезона, завоевал со «Спартаком» серебряные медали чемпионата.

#### Сезон 2021/22
Свой первый мяч в сезоне 2021/22 забил 30 июля 2021 года в гостевом матче 2-го тура чемпионата России против «Крыльев Советов» (1:0), реализовав на 68-й минуте пенальти, также по итогам матча был признан лучшим игроком. 13 августа 2021 года подписал новый контракт со «Спартаком» до 2026 года. 3 октября 2021 года в гостевом матче 10-го тура чемпионата России против «Ахмата» (1:0) на 41-й минуте забил свой второй мяч в сезоне, отличившись впервые за 10 матчей. 20 октября 2021 года в домашнем матче 3-го тура Лиги Европы против «Лестера» (3:4) сделал дубль, забив на 11-й и 86-й минутах, тем самым забив свои первые мячи в еврокубках. 24 ноября 2021 года в домашнем матче 5-го тура Лиги Европы против «Наполи» (2:1) забил два мяча, на 3-й минуте реализовал пенальти, а на 28-й минуте забил с передачи Виктора Мозеса. 1 мая 2022 года в домашнем матче 27-го тура чемпионата России против «Крыльев Советов» (2:1) оформил дубль, забив на 61-й и 82-й минутах. 29 мая 2022 года в финале Кубка России против московского «Динамо» (2:1) на 10-й минуте матча забил мяч и помог своей команде завоевать трофей впервые за 19 лет. Всего в сезоне 2021/22 провёл за «Спартак» во всех турнирах 36 матчей и забил 15 мячей. По итогам сезона был признан болельщиками «Спартака» лучшим игроком.

#### Сезон 2022/23
Первый мяч в сезоне 2022/23 забил 31 июля 2022 года в матче 3-го тура чемпионата России против «Оренбурга» (4:1), отличившись на 12-й минуте матча. 6 августа 2022 года в матче 4-го тура чемпионата России против «Урала» (2:0) впервые в карьере в РПЛ отдал две голевые передачи. В сентябре Соболев отметился забитым мячом в каждом из трёх туров РПЛ, нападающий забил «Зениту», «Ростову» и «Локомотиву», в московском дерби его мяч стал победным, также игрок отличился в кубковой игре против «Факела». По итогам сентября был признан лучшим игроком месяца. 29 сентября 2022 года снова отличился в матче против петербургского «Зенита» (3:0), в этот раз в Кубке России — этот гол стал для Соболева шестым в шести матчах за месяц за «Спартак» и сборную России. 9 октября 2022 года в матче 12-го тура чемпионата России против своей бывшей команды самарских «Крыльев Советов» оформил дубль, забив на 50-й и 61-й минутах, по итогам матча был признан лучшим игроком. 16 октября 2022 года забил мяч в матче 13-го тура чемпионата России в ворота московского ЦСКА (2:2), Соболев забил в седьмом матче подряд, став первым игроком «Спартака» за 67 лет, кому покорилось данное достижение, в 1955 году это сделал Николай Паршин.
8 апреля 2023 года в матче 22-го тура чемпионата России против московского «Динамо» (3:3) Соболев провёл свой 100-й матч за «Спартак», также в этом матче он забил два мяча. Первый из этих мячей стал для Соболева 50-м в чемпионатах России, он стал 55-м футболистом, достигшим этой отметки. 24 апреля 2023 года оформил дубль в матче 24-го тура чемпионата России против «Краснодара» (4:3) и был признан лучшим игроком матча. 13 мая 2023 года забил мяч в матче 27-го тура чемпионата России против «Химок» (1:1) и стал четвёртым игроком в истории «Спартака» после Никиты Симоняна, Георгия Ярцева и Сергея Родионова, которые забивали минимум 15 мячей в трёх сезонах подряд. Всего в сезоне 2022/23 провёл за клуб 32 матча во всех турнирах, в которых забил 15 мячей и стал бронзовым призёром чемпионата России.

#### Сезон 2023/24
Своими первыми результативными действиями отметился 5 августа 2023 года в матче 3-го тура чемпионата России против «Рубина» (4:1), сделав две голевые передачи на Тео Бонгонду и Михаила Игнатова. Соболев во второй раз в карьере отдал две голевые передачи в матче РПЛ, с начала сезона 2022/23 у него восемь результативных передач — лучший результат в лиге среди центральных нападающих. Первый мяч в сезоне 2023/24 забил 11 августа 2023 года в матче 4-го тура чемпионата России против «Урала» (2:3), отличившись на 81-й минуте встречи. 29 августа 2023 года в матче 3-го тура группового этапа Кубка России против московского «Динамо» (4:1) Соболев вывел команду с капитанской повязкой и оформил дубль, отличившись на 6-й и 18-й минуте встречи. 9 декабря 2023 года в матче 18-го тура чемпионата России против «Крыльев Советов» (3:0) Соболев забил мяч на 8-й минуте встречи, тем самым он отличился в РПЛ впервые с 20 августа 2023 года. 7 апреля 2024 года забил два мяча в матче 23-го тура чемпионата России против московского «Динамо» (1:2), отличившись на 74-й и 87-й минутах встречи и тем самым принёс «Спартаку» победу, также был признан лучшим игроком этого матча. Всего в сезоне 2023/24 провёл за клуб во всех турнирах 34 матча, в которых забил 10 мячей и отдал девять голевых передач.

#### Сезон 2024/25
Перед началом сезона 2024/25 в прессе появлялась информация о возможном переходе Соболева в петербургский «Зенит». 19 июня 2024 года спортивный директор «Спартака» Томаш Амарал заявил, что «Соболев — игрок „Спартака“. Дальше посмотрим». 10 июля 2024 года генеральный директор клуба Олег Малышев заявил, что «Спартак» не получал предложений от «Зенита» о трансфере Соболева. 18 июля 2024 года Соболев был включён в заявку «Спартака» на новый сезон Российской премьер-лиги. 21 июля 2024 года Соболев вышел в стартовом составе в первом матче сезона 2024/25 против «Оренбурга» (0:2), отыграв 68 минут, после чего был заменён на Михаила Игнатова. 23 июля 2024 года Томаш Амарал объявил о том, что Соболев отстранён от тренировок с первой командой по решению клуба. Выступал за «Спартак» с 2020 по 2024 год, проведя во всех турнирах 140 матчей, в которых забил 58 мячей и сделал 32 голевые передачи.

### «Зенит» (СПб)
30 августа 2024 года стал игроком петербургского «Зенита», подписав контракт на три сезона с возможностью продления ещё на сезон. Дебютировал за клуб 14 сентября 2024 года в матче 8-го тура чемпионата России против московского ЦСКА (1:0), выйдя в стартовом составе. 2 октября 2024 года отметился дебютным мячом за «Зенит», забив «Акрону» (5:1) в матче группового этапа Кубка России. 5 апреля 2025 года Соболев в матче 23-го тура чемпионата России против московского «Локомотива» забил дебютный мяч в чемпионате за «Зенит» (1:1), благодаря чему помог команде сыграть вничью.

## Карьера в сборных
17 января 2018 года впервые получил вызов Евгением Бушмановым в молодёжную сборную России. Дебютировал за молодёжную сборную 7 сентября 2018 года в товарищеском матче против молодёжной сборной Египта (1:1), выйдя на замену на 46-й минуте матча вместо Ильи Жигулёва. Второй матч за сборную России по футболу (до 21 года) провёл в проигранной с Сербией встрече (1:2), выйдя на замену на 84-й минуте матча вместо Георгия Мелкадзе. Таким образом, всего за молодёжную сборную России провёл 2 матча.
6 октября 2019 года после травмы Фёдора Смолова впервые был вызван Станиславом Черчесовым в основную сборную России на матчи отбора на Чемпионат Европы 2020 с Шотландией и Кипром, но на поле так и не вышел, хоть и был на скамейке запасных в матче с Кипром. 30 августа 2020 года после того, как получил травму Евгений Луценко, Соболев второй раз был вызван в сборную на Лигу наций 2020/21 на матчи против сборных Сербии и Венгрии. Дебютировал за сборную России 8 октября 2020 года в товарищеском матче против сборной Швеции (1:2), выйдя на замену на 46-й минуте матча вместо Артёма Дзюбы, и в той же игре на 92-й минуте с передачи Дениса Черышева забил свой дебютный мяч.
24 марта 2021 года в матче отборочного турнира к чемпионату мира 2022 года против сборной Мальты (3:1) вышел на замену на 83-й минуте и на 90-й минуте забил мяч.
2 июня 2021 года вошёл в окончательную заявку на чемпионат Европы 2020. На Евро-2020 провёл два матча: против сборных Финляндии (1:0) и Дании (1:4), в этих матчах выходил на замену во вторых таймах.

## Семья
Отец — Сергей Соболев (род. 1977), футболист, многократный чемпион Барнаула, выступал в местных любительских командах «Элоранта» и «Полимер». В 2013 году вместе с 16-летним сыном Александром играл в одной команде на первенстве Барнаула. Мать — Светлана Соболева (1975—2020), известный в Барнауле спортивный деятель. После смерти матери Александр посвящал ей все свои голы и трофеи. Есть младшая сестра.
Жена — Елена, с которой познакомился накануне Нового года, который они отмечали в одной компании. 25 февраля 2017 года у пары родился сын Сергей.

## Достижения

### Командные
«Крылья Советов»
- Серебряный призёр первенства ФНЛ: 2017/18

«Спартак»
- Серебряный призёр чемпионата России: 2020/21
- Бронзовый призёр чемпионата России: 2022/23
- Обладатель Кубка России: 2021/22

«Зенит»
- Серебряный призёр чемпионата России: 2024/25

### Личные
- Лучший футболист месяца в РПЛ — (3): июль 2019, март 2021, сентябрь 2022
- В списках РФС «33 лучших игрока сезона» — (2): 2020/21 (№ 3)[110], 2022/23 (№ 2)[111]
- Лучший бомбардир Кубка России: 2017/18
- Награда «За образцовое поведение и храбрость» от Европейского комитета фейр-плей: 2021[112]

## Статистика

### Клубная
| Выступление             | Выступление      | Выступление      | Лига | Лига | Кубки | Кубки | Еврокубки | Еврокубки | Итого | Итого |
| Клуб                    | Лига             | Сезон            | Игры | Голы | Игры  | Голы  | Игры      | Голы      | Игры  | Голы  |
| ----------------------- | ---------------- | ---------------- | ---- | ---- | ----- | ----- | --------- | --------- | ----- | ----- |
| Томь                    | Премьер-лига     | 2016/17          | 13   | 3    | 0     | 0     | —         | —         | 13    | 3     |
| Томь                    | ФНЛ              | 2017/18          | 24   | 6    | 3     | 3     | —         | —         | 27    | 9     |
| Томь                    | Итого            | Итого            | 37   | 9    | 3     | 3     | —         | —         | 40    | 12    |
| Крылья Советов          | ФНЛ              | 2017/18          | 12   | 8    | 1     | 1     | —         | —         | 13    | 9     |
| Крылья Советов          | Премьер-лига     | 2018/19          | 12   | 1    | 1     | 1     | —         | —         | 13    | 2     |
| Крылья Советов          | Премьер-лига     | 2019/20          | 18   | 10   | 1     | 0     | —         | —         | 19    | 10    |
| Крылья Советов          | Итого            | Итого            | 42   | 19   | 3     | 2     | —         | —         | 45    | 21    |
| → Енисей                | Премьер-лига     | 2018/19          | 10   | 3    | 0     | 0     | —         | —         | 10    | 3     |
| → Енисей                | Итого            | Итого            | 10   | 3    | 0     | 0     | —         | —         | 10    | 3     |
| Спартак (Москва)        | Премьер-лига     | → 2019/20        | 11   | 2    | 2     | 1     | —         | —         | 13    | 3     |
| Спартак (Москва)        | Премьер-лига     | 2020/21          | 22   | 14   | 2     | 1     | —         | —         | 24    | 15    |
| Спартак (Москва)        | Премьер-лига     | 2021/22          | 26   | 9    | 3     | 2     | 7         | 4         | 36    | 15    |
| Спартак (Москва)        | Премьер-лига     | 2022/23          | 26   | 13   | 6     | 2     | —         | —         | 32    | 15    |
| Спартак (Москва)        | Премьер-лига     | 2023/24          | 27   | 5    | 7     | 5     | —         | —         | 34    | 10    |
| Спартак (Москва)        | Премьер-лига     | 2024/25          | 1    | 0    | 0     | 0     | —         | —         | 1     | 0     |
| Спартак (Москва)        | Итого            | Итого            | 113  | 43   | 20    | 11    | 7         | 4         | 140   | 58    |
| Зенит (Санкт-Петербург) | Премьер-лига     | 2024/25          | 22   | 4    | 8     | 3     | —         | —         | 30    | 7     |
| Зенит (Санкт-Петербург) | Итого            | Итого            | 22   | 4    | 8     | 3     | —         | —         | 30    | 7     |
| Всего за карьеру        | Всего за карьеру | Всего за карьеру | 224  | 78   | 34    | 19    | 7         | 4         | 265   | 101   |

### Сборная
| Россия           | Год              | Товарищеские матчи | Товарищеские матчи | Лига наций УЕФА | Лига наций УЕФА | Отборочные матчи ЧМ | Отборочные матчи ЧМ | Финальные матчи ЧЕ | Финальные матчи ЧЕ | Всего | Всего |
| Россия           | Год              | Игры               | Голы               | Игры            | Голы            | Игры                | Голы                | Игры               | Голы               | Игры  | Голы  |
| ---------------- | ---------------- | ------------------ | ------------------ | --------------- | --------------- | ------------------- | ------------------- | ------------------ | ------------------ | ----- | ----- |
| Россия           | 2020             | 2                  | 1                  | 1               | 0               | —                   | —                   | —                  | —                  | 3     | 1     |
| Россия           | 2021             | 1                  | 1                  | —               | —               | 2                   | 1                   | 2                  | 0                  | 5     | 2     |
| Россия           | 2022             | 2                  | 1                  | —               | —               | —                   | —                   | —                  | —                  | 2     | 1     |
| Россия           | 2023             | 4                  | 2                  | —               | —               | —                   | —                   | —                  | —                  | 4     | 2     |
| Всего за карьеру | Всего за карьеру | 9                  | 5                  | 1               | 0               | 2                   | 1                   | 2                  | 0                  | 14    | 6     |

1. ↑  В 2023 году не учтён матч между сборными Катара и России (1:1), сыгранный 12 сентября 2023 года, который признан неофициальным[113].

| Матчи Александра Соболева за сборную России | Матчи Александра Соболева за сборную России | Матчи Александра Соболева за сборную России | Матчи Александра Соболева за сборную России | Матчи Александра Соболева за сборную России | Матчи Александра Соболева за сборную России | Матчи Александра Соболева за сборную России | Матчи Александра Соболева за сборную России | Матчи Александра Соболева за сборную России |
| №                                           | Дата                                        | Оппонент                                    | Счёт                                        | Голы Соболева                               | Замена                                      | Номер                                       | Соревнование                                |                                             |
| ------------------------------------------- | ------------------------------------------- | ------------------------------------------- | ------------------------------------------- | ------------------------------------------- | ------------------------------------------- | ------------------------------------------- | ------------------------------------------- | ------------------------------------------- |
| 1                                           | 8 октября 2020 года                         | Швеция                                      | 1:2                                         | 90+2′                                       | 46'                                         | 19                                          | Товарищеский матч                           |                                             |
| 2                                           | 14 октября 2020 года                        | Венгрия                                     | 0:0                                         | —                                           | 81'                                         | 19                                          | Лига наций 2020/21                          |                                             |
| 3                                           | 12 ноября 2020 года                         | Молдова                                     | 0:0                                         | —                                           | 65'                                         | 9                                           | Товарищеский матч                           |                                             |
| 4                                           | 24 марта 2021 года                          | Мальта                                      | 3:1                                         | 90′                                         | 83'                                         | 9                                           | Отборочные матчи ЧМ-2022                    |                                             |
| 5                                           | 30 марта 2021 года                          | Словакия                                    | 1:2                                         | —                                           | 65'                                         | 9                                           | Отборочные матчи ЧМ-2022                    |                                             |
| 6                                           | 5 июня 2021 года                            | Болгария                                    | 1:0                                         | 84′ (пен.)                                  | 58'                                         | 9                                           | Товарищеский матч                           |                                             |
| 7                                           | 16 июня 2021 года                           | Финляндия                                   | 1:0                                         | —                                           | 85'                                         | 9                                           | Чемпионат Европы 2020                       |                                             |
| 8                                           | 21 июня 2021 года                           | Дания                                       | 1:4                                         | —                                           | 61'                                         | 9                                           | Чемпионат Европы 2020                       |                                             |
| 9                                           | 24 сентября 2022 года                       | Кыргызстан                                  | 2:1                                         | 30′ (пен.)                                  | 46'                                         | 7                                           | Товарищеский матч                           |                                             |
| 10                                          | 20 ноября 2022 года                         | Узбекистан                                  | 0:0                                         | —                                           | 76'                                         | 7                                           | Товарищеский матч                           |                                             |
| 11                                          | 26 марта 2023 года                          | Ирак                                        | 2:0                                         | —                                           | 74'                                         | 7                                           | Товарищеский матч                           |                                             |
| н/о                                         | 12 сентября 2023 года                       | Катар                                       | 1:1                                         | —                                           | 46' 90+3'                                   | 7                                           | Товарищеский матч                           |                                             |
| 12                                          | 12 октября 2023 года                        | Камерун                                     | 1:0                                         | —                                           | 46'                                         | 7                                           | Товарищеский матч                           |                                             |
| 13                                          | 16 октября 2023 года                        | Кения                                       | 2:2                                         | 8′                                          | 66'                                         | 7                                           | Товарищеский матч                           |                                             |
| 14                                          | 20 ноября 2023 года                         | Куба                                        | 8:0                                         | 66′                                         | 60'                                         | 7                                           | Товарищеский матч                           |                                             |

Итого: 14 матчей / 6 голов; 7 побед, 4 ничьих, 3 поражения.

## В медиафутболе
Летом 2022 года Александр Соболев вместе с Георгием Джикией создал медиафутбольный клуб «Бей Беги», выступивший во втором сезоне Медиалиги. В декабре 2023 года команда была расформирована.